# Park Reduta
Park Reduta – park miejski w Krakowie, znajdujący się w dzielnicy III Prądnik Czerwony pomiędzy ulicą księdza Mikołaja Kuczkowskiego (na wschodzie – Dzielnica XV Mistrzejowice), blokami przy ulicy Reduta (na południu) i potokiem Sudół Dominikański (na północnym zachodzie). Powierzchnia parku wynosi 7,8 ha.

## Historia
Koncepcja parku została opracowana w latach 2015–2016. W projektowaniu w znacznym stopniu brali udział mieszkańcy Krakowa we współpracy z architektami krajobrazu. Warsztaty projektowe były koordynowane przez Fundację Aktywnych Obywateli im. Józefa Dietla. W głosowaniu internetowym jako koncepcja zagospodarowania parku została wyłoniona idea „Tajemniczy Ogród”. Jej założenia odwoływały się do poszanowania historii obszaru, jak również zachowania naturalnych enklaw terenu, wynikających z jego ukształtowania. W listopadzie 2016 roku Zarząd Zieleni Miejskiej w Krakowie rozpoczął poszukiwania wykonawców dla sporządzenia studium wykonalności dla realizacji Parku Reduta. Budowa parku ruszyła w czerwcu 2018 roku. Trwała ona, na obszarach dotąd zajmowanych przez nieużytki i grunty rolne, nieco ponad rok. Założenie było już zasadniczo gotowe w połowie 2019 roku i wtedy też było użytkowane już przez mieszkańców, niemniej oficjalne otwarcie parku odbyło się 31 sierpnia 2019 roku. Autorem projektu Parku Reduta jest Marek Sanecki z Autorskiej Pracowni Projektowej JWMS.
Na przełomie 2019 i 2020 roku niektóre media poddały krytyce w ich opinii nadmierną liczbę koszy na śmieci, rozmieszczonych na terenie parku oraz ich znaczny koszt.

## Infrastruktura
Na kompozycję parku składa się kilka części. W środkowej części znajduje się Szaniec IS-V-6, zbudowany w 1887 roku, wchodzący w skład V obszaru warownego Twierdzy Kraków. Podczas budowy parku, owalny szaniec został otoczony betonową alejką spacerową, a jego otoczenie uporządkowano. Na zachód od szańca, zachowano wcześniej istniejące gęste zadrzewienie o charakterze leśnym, na którym po włączeniu do parku utworzono ścieżki, również te, przeznaczone dla biegaczy, a także szałasy, zbudowane z pni drzew, pozyskanych z koniecznej przecinki na tym obszarze. Większość założenia znajduje się po wschodniej stronie szańca. Na tym obszarze zbudowano wielofunkcyjny pawilon o powierzchni około 200 m². W zamierzeniu miał on mieścić kawiarnię i miejsce spotkań dla mieszkańców. Pawilon posiada ogólnodostępny taras na dachu, dający możliwość obserwacji panoramy parku. Wygospodarowano również miejsce na kino letnie. Elewacja budynku została ozdobiona detalem, mającym nawiązywać do kultury dawnych Słowian, tzw. krajką. Została ona umieszczona pod gzymsem. Między pawilonem a szańcem, w nawiązaniu do wcześniejszego charakteru terenu obecnego parku urządzono łąki kwietne i trawniki. Po południowej stronie pawilonu zlokalizowano sad z nowymi nasadzeniami drzew owocowych i wnętrzami przeznaczonymi do wypoczynku, z leżakami i hamakami. W parku utworzono dwa place zabaw. Pierwszy, przeznaczony dla młodszych dzieci zlokalizowano we wschodniej części parku. Drugi, przeznaczony dla starszych dzieci jest pierwszym w Krakowie wielopoziomowym terenem do zabaw. Jest on trójpoziomowy. Jego wyposażenie zostało wykonane z impregnowanego drewna, a cała przestrzeń została utrzymana w naturalistycznym klimacie. Na skarpach posadzono brzozy, wierzby i jarzębiny. Ogrodzenie owego placu zabaw wykonane zostało z żywokołów z wierzby, które wbite w ziemię ukorzeniają się, tworząc „żywe ogrodzenie”. Mury oporowe między poziomami placu zostały ponadto ozdobione rysunkami słowiańskich stworków. Na terenie parku zrealizowano także psi park z torem agility do tresury, ogród społeczny i boisko o nawierzchni trawiastej. W Parku Reduta swój początek ma ścieżka edukacyjna „Drugie życie drzew”, prowadząca w kierunku Mistrzejowic.
Ogółem podczas budowy parku, na jego terenie posadzono ok. 300 drzew, 8 tys. krzewów, 131 drzew owocowych, prawie 900 krzewów owocowych, 3,5 tys. sztuk bylin, ponad 2 tys. pnączy. Założono ponad 25000 m² trawników i łąk kwietnych. Zamontowano również elementy małej architektury: około 100 ławek, 135 koszy na śmieci, 20 leżaków, 20 hamaków oraz poidełko. Ścieżki zostały wyposażone w nawierzchnie betonowe, szutrowe, a w części leśnej także z kruszywa.

## Galeria

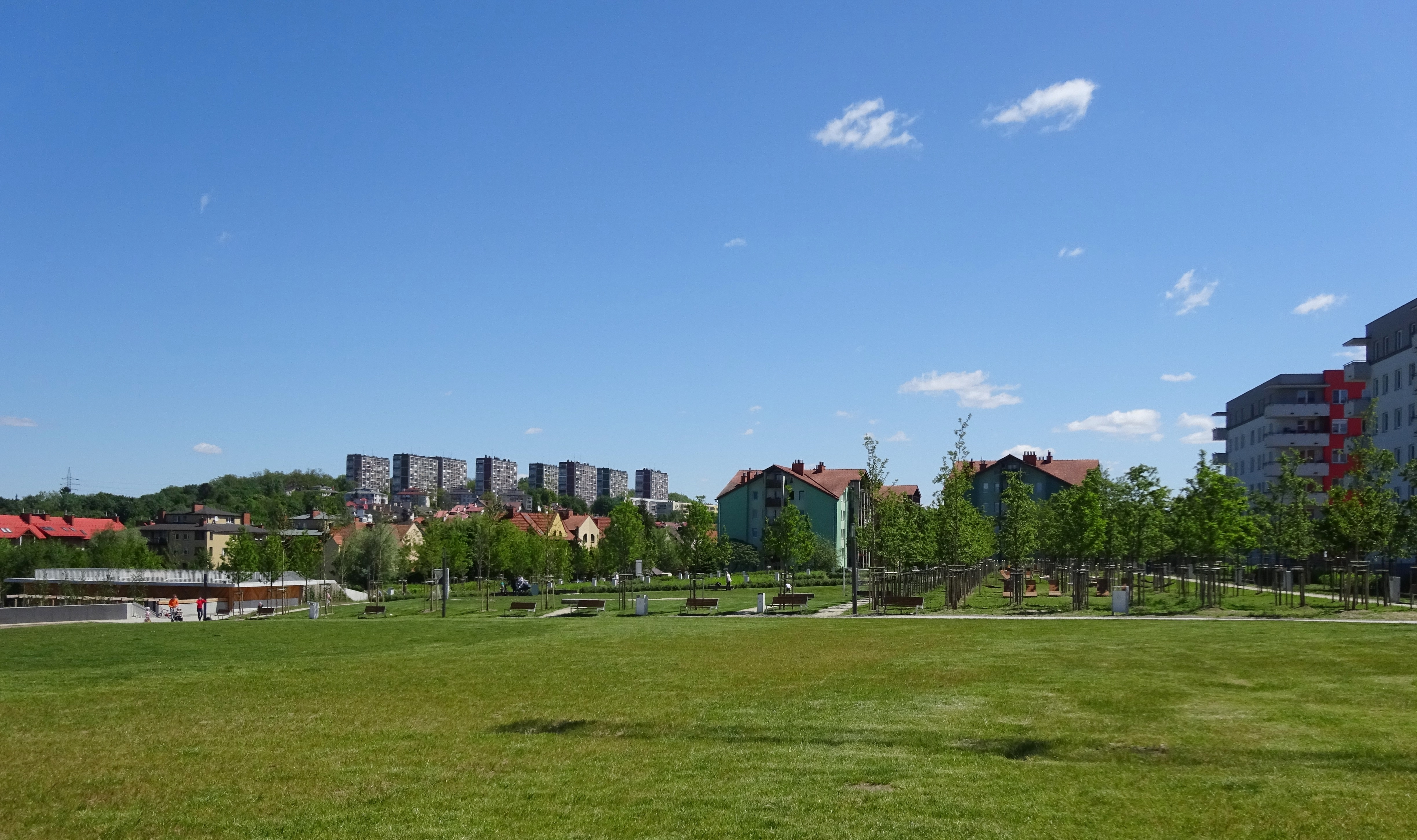
Ogólny widok w kierunku wschodnim (2020)
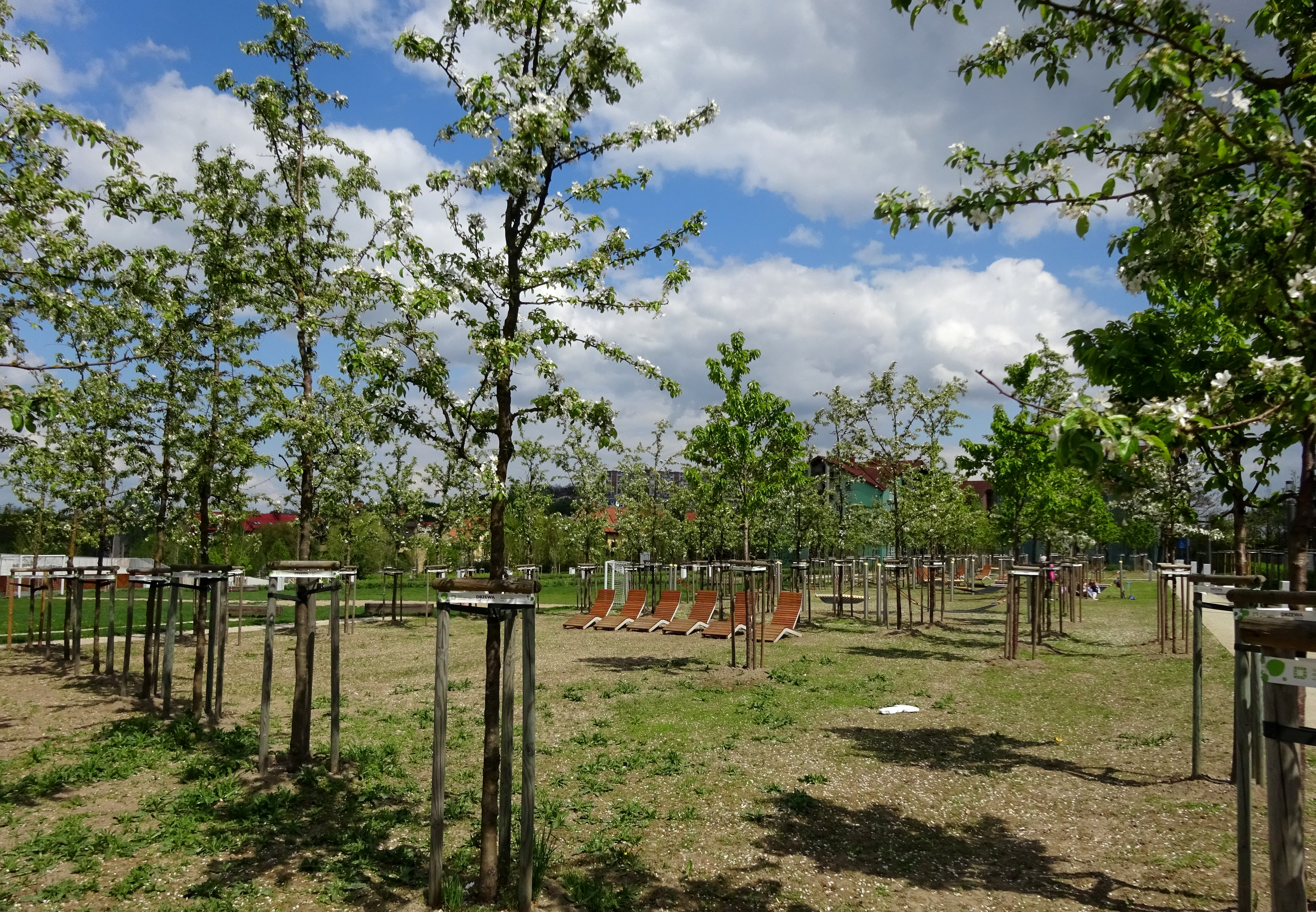
Sad
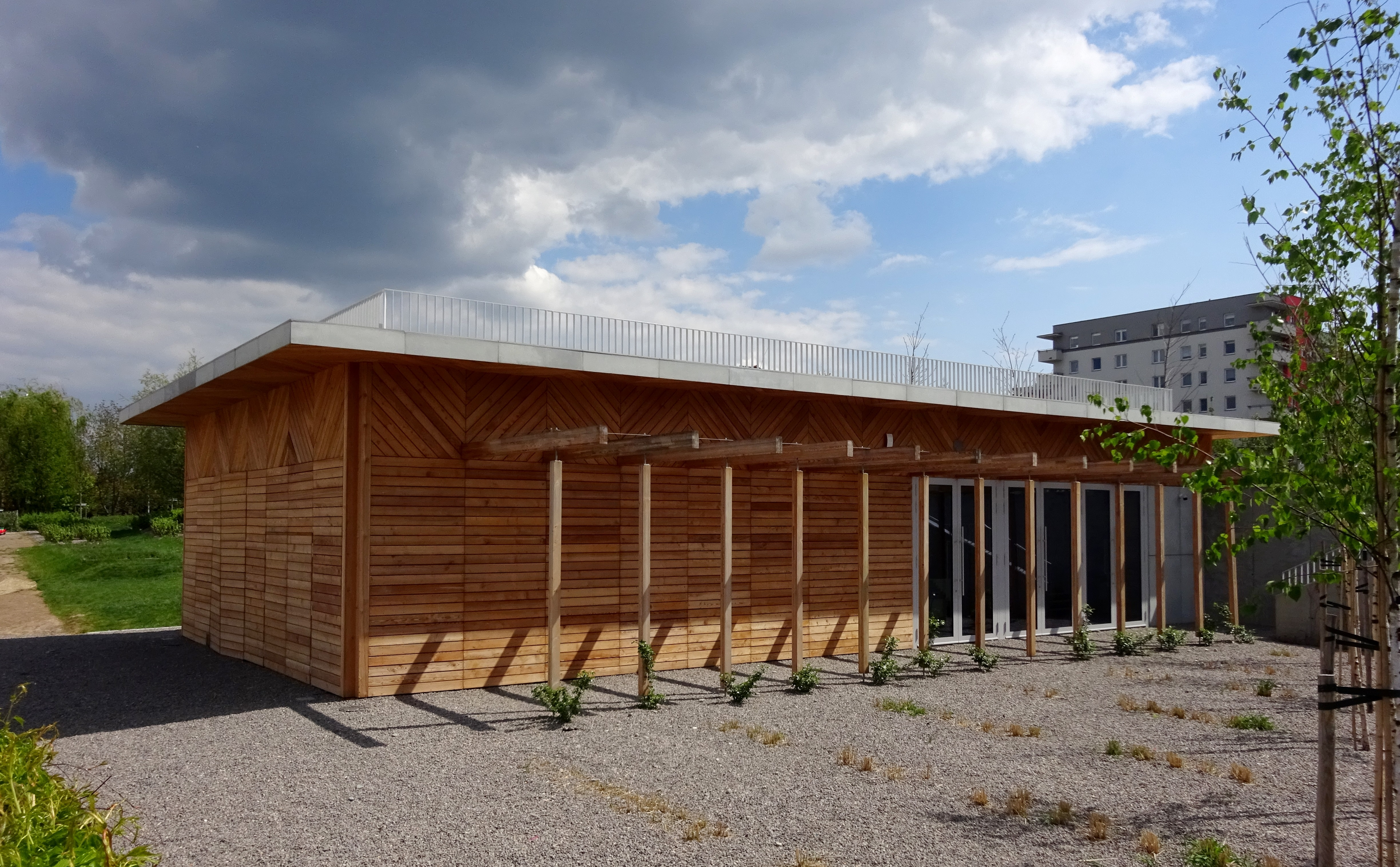
Pawilon
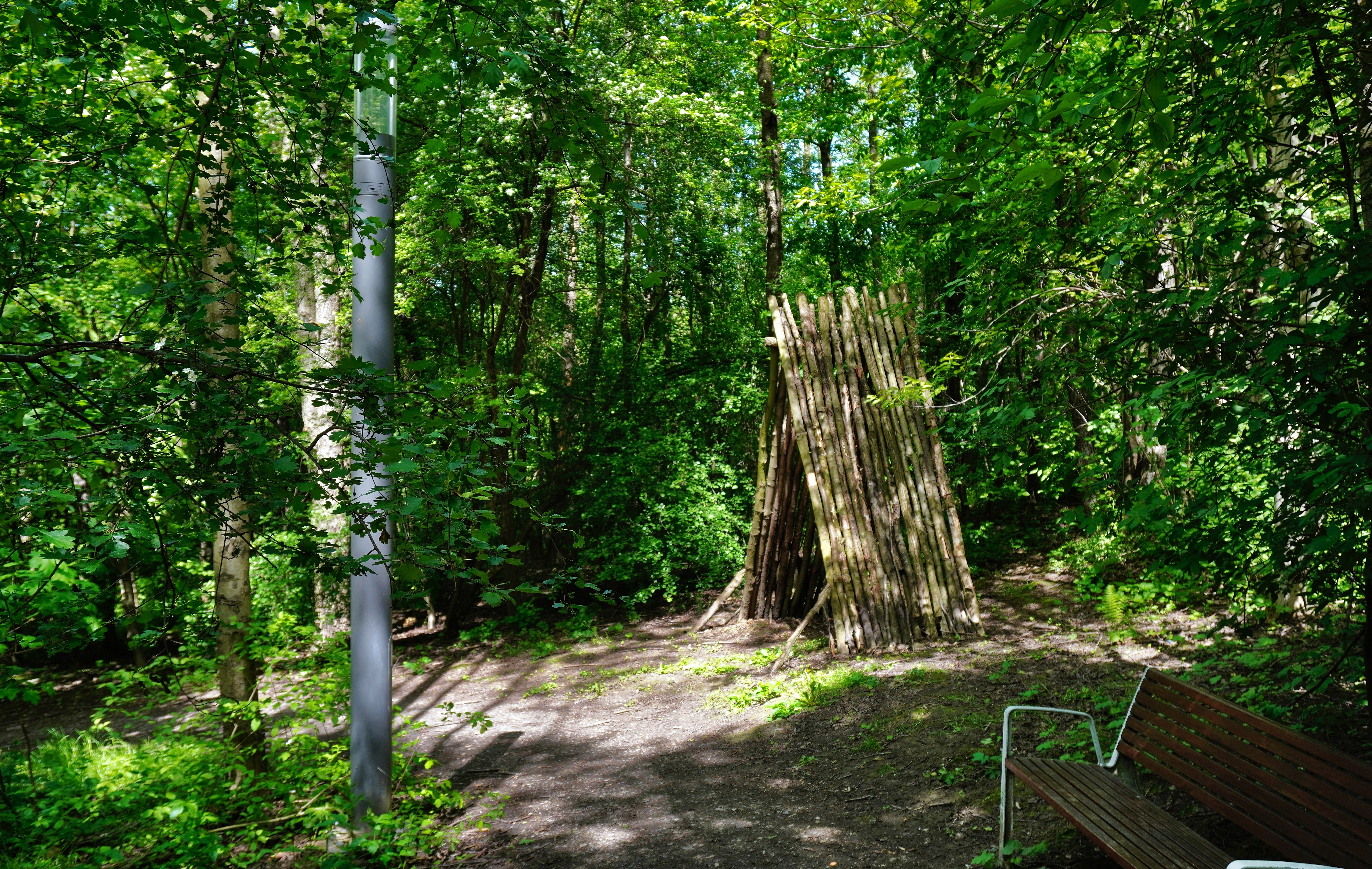
Część leśna
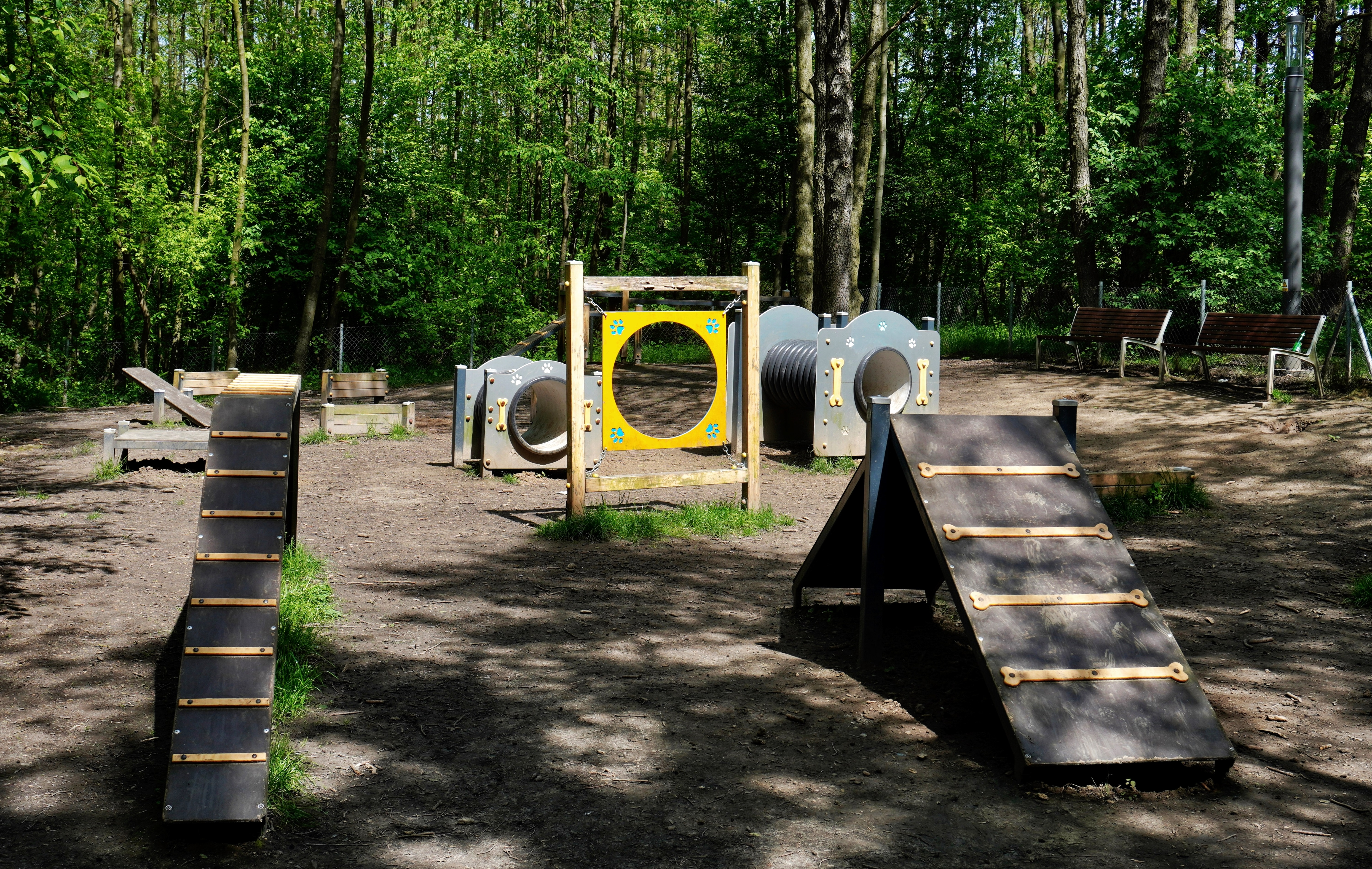
Wybieg dla psów
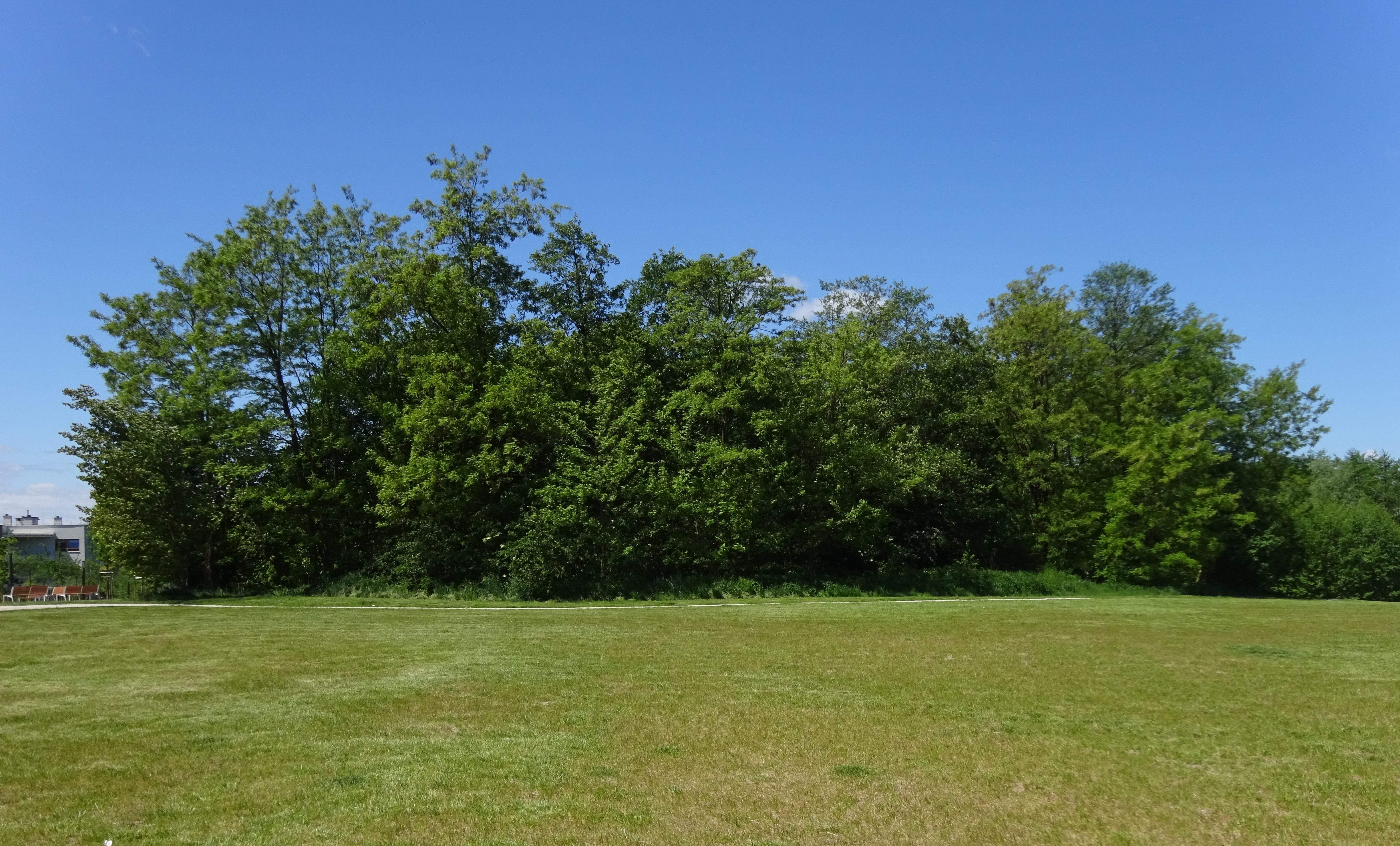
Szaniec IS-V-6, widok od wschodu